# Borač (Rogatica)
Pour les articles homonymes, voir Borač.
Borač (en serbe cyrillique : Борач) est un village de Bosnie-Herzégovine. Il est situé dans la municipalité de Rogatica et dans la république serbe de Bosnie. Selon les premiers résultats du recensement bosnien de 2013, il ne compte plus aucun habitant.

## Démographie

### Répartition de la population par nationalités (1991)
En 1991, le village comptait 37 habitants, répartis de la manière suivante :